# Caballo de refugo

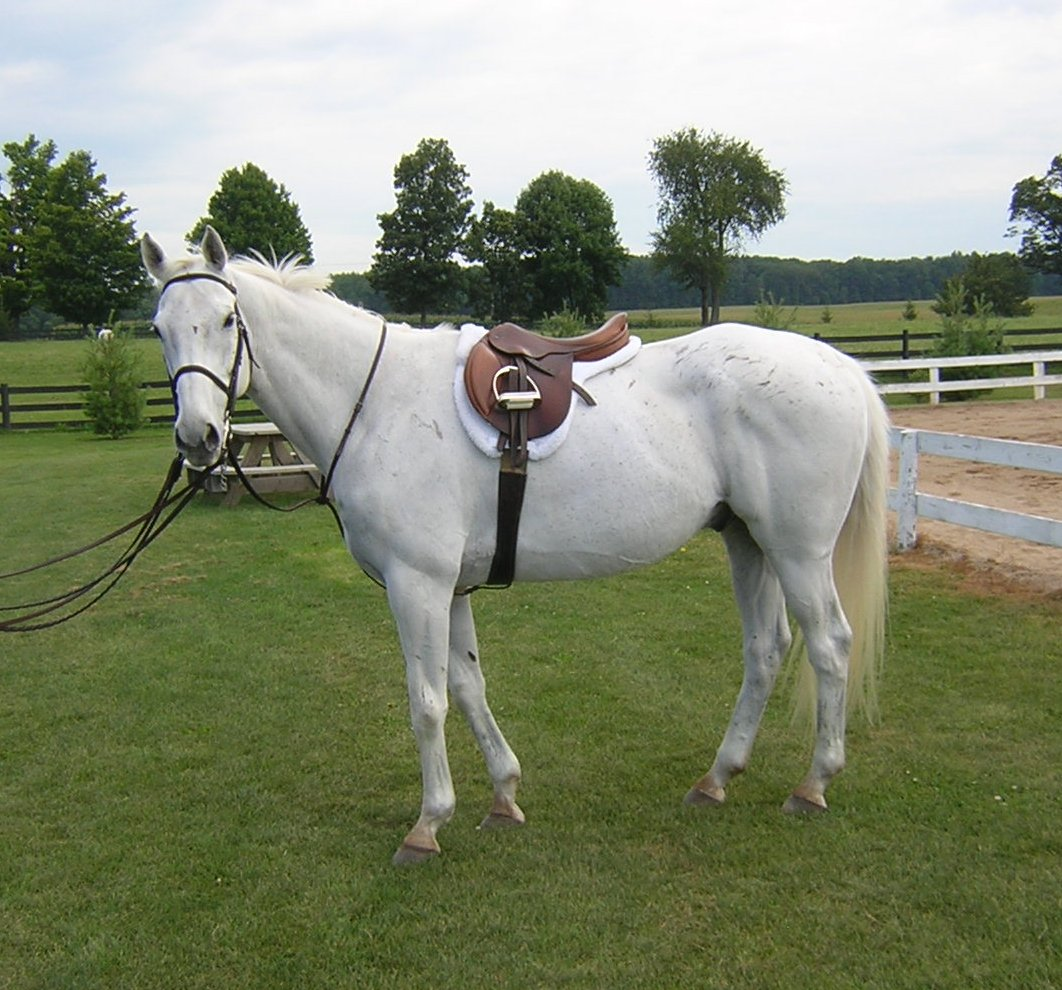
Purasangre capón, refugo de carreras.

El refugo de un caballo o el descarte de un caballo o la reasignación de un caballo es el retiro definitivo de un caballo de una actividad o de un propósito para el que no tiene condiciones o para el que dejó de tener condiciones. En un principio, se señalaba como refugo al « retiro de servicio de un caballo ya viejo, o vicioso, o defectuoso ». En el caso del equino, esta designación es generalmente utilizada en el dominio del deporte hípico, pero obviamente también es de aplicación en otras actividades, como ser en cualquier deporte ecuestre, o respecto de animales de trabajo (por ejemplo, caballos de tiro) o dedicados a paseos o a la enseñanza en un centro ecuestre, etc. Los caballos de refugo o de descarte o de reasignación pueden tener diversos destinos alternativos : algunos son reorientados a otras actividades para las cuales las exigencias son menores ; otros son conducidos a un matadero para así recuperar subproductos y utilizar la carne en la alimentación.
El caballo, así como otros animales que por sus respectivos comportamientos y por el rol que cumplen en la sociedad se han ganado nuestra consideración y respeto, son observados por no pocas personas de forma especial, y no pocas instituciones o grupos de personas dedican sus esfuerzos a evitarles sufrimientos y a mejorar sus respectivos destinos. Es así que en algunas regiones incluso se ha generado rechazo a comer carne de caballo.
La carne de caballo es una fuente de proteínas tan buena o mejor que la de un bovino o un ovino, y en tiempos pasados, incluso antes de la domesticación de este animal, se lo cazaba para comerlo. Pero por situaciones históricas locales, la hipofagia es aceptada en ciertas partes del mundo (China, Rusia, Holanda, Italia, Francia), aunque a veces con reservas, y catalogada como aberración y sacrilegio en otras (EE. UU., Inglaterra, y en menor medida, España). El rechazo a comer carne de caballo es meramente una cuestión cultural.

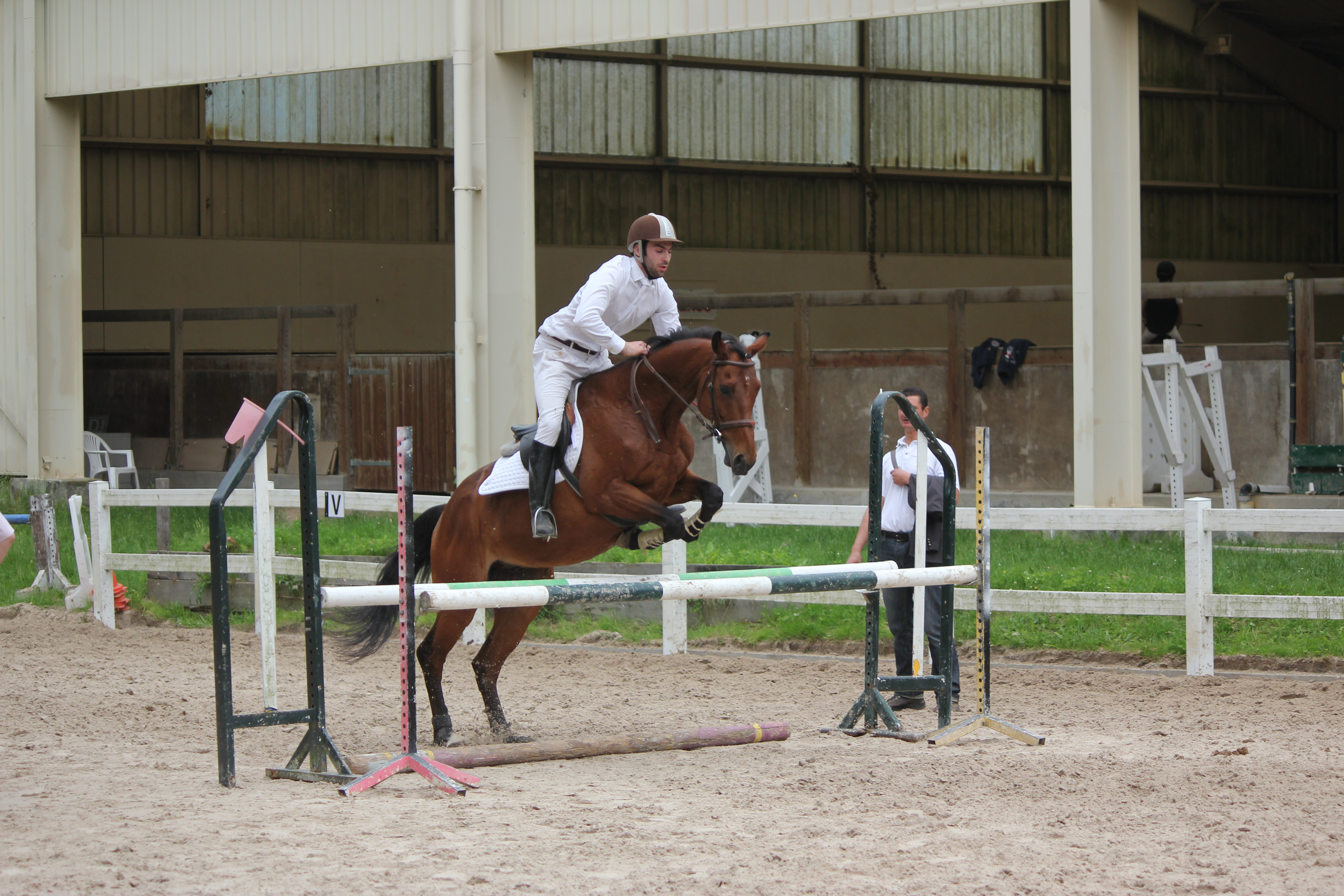
Purasangre refugado de carreras, en salto de obstáculos.

## Refugo de caballos de carrera
El refugo de caballos de carrera tiene por principal causa las lesiones en sus patas que introducen dificultades en el animal, en razón de afecciones osteoarticulares o musculares de algún tipo, con un origen congénito, o provocadas por el entrenamiento y las carreras en pista. Los caballos refugados de las carreras, forman una parte importante de los animales disponibles en los centros ecuestres, aunque años atrás, eran sistemáticamente revendidos para proveer de carne a las carnicerías; pero esta práctica tiende a reducirse, particularmente en Francia, en donde las carnicerías hipofágicas son cada vez menores en número. De todas maneras, la cantidad elevada de crías que nacen, de hecho implica un número importante de refugos, ya que no se puede dejar crecer las existencias más allá de lo que se necesite.
Hoy día, la mayoría de los caballos de carrera reasignados, son vendidos como caballos de esparcimiento, pero algunos de ellos pueden resultan difíciles de reentrenar, en particular cuando los respectivos jinetes no tienen mucha práctica. En esos casos, conviene que jinetes profesionales con experiencia monten un tiempo a esos animales, para reeducarlos a su nuevo destino. El caballo puede llegar a ser muy noble y obediente, pero mucho depende de lo que se le ha enseñado a hacer, y mucho depende también del trato que se ha dado al animal luego de la doma. Un caballo maltratado o mal alimentado probablemente tenderá a ser desobediente, y al respecto existen muchas historias de casos que reafirman esta tendencia. Pero si un caballo redefine su relación con un nuevo amo, con el tiempo comenzará por tenerle confianza en lugar de miedo, y por lo general con ello mucho mejorará su comportamiento y su desempeño.